# Физиды
Физиды (лат. Physidae) — семейство лёгочных улиток из надсемейства Lymnaeoidea подкласса Heterobranchia. Широко распространённые обитатели пресных вод. Обладают хорошо развитой левозакрученной спиральной раковиной. В целом организация Physidae мало отличается от остальных лёгочных моллюсков. Ранее представители семейства включались в семейство прудовиков, от которых оно отличается направлением закручивания раковины — у прудовиков она правозакрученная.

## Питание
Физиды предпочитают растительную пищу. Потребляют как живые растения так и растительный детрит. Незначительную долю рациона может составлять животная пища и бактерии.

## Размножение
Гермафродиты. Откладывает большое количество яиц, заключенные в прозрачные слизистые кладки овальной формы. Количество яиц в кладке может варьировать в зависимости от вида.

## Дыхание
Как и другие лёгочные улитки, физиды лишены первичных жабр. Большинство представителей семейства дышит атмосферным воздухом с помощью лёгкого — специализированного участка мантийной полости, к которому прилегает густая сеть кровеносных сосудов. Для того, чтобы обновить воздух в лёгочной полости, эти моллюски периодически поднимаются к поверхности воды и выставляют наружу свёрнутый в трубку край мантии. Лёгочное дыхание может отчасти дополняться мантийным.

## Распространение
Хотя физиды распространены по всему миру, многие из них имеют ограниченный ареал: в семействе 25 видов, размер ареала которых не превышает 1° по широте и долготе, и 10 таких, которые встречаются в одном озере и нигде больше. Лишь несколько видов широко распространены.
Вероятное место обитания общего предка физид — тихоокеанское побережье Центральной Америки, где обитает наибольшее число примитивных родов; оттуда они расселились на юг, восток и север Америки, а также через Сибирь в Европу.

## Классификация
В семействе выделяют два подсемейства: Aplexinae Starobogatov, 1967 и Physinae Fitzinger, 1833, включая в себя около 80 видов (не считая вымерших).
Согласно ревизии Д. У. Тейлора 2003 года, семейство содержит 23 рода:
- Подсемейство Aplexinae
  - Austrinauta D. W. Taylor, 2003
  - Caribnauta D. W. Taylor, 2003
  - Amuraplexa Starobogatov & Prozorova, 1989
  - Paraplexa Starobogatov, 1989[4]
  - Aplexa J. Fleming, 1820
  - Sibirenauta Starobogatov & Streletzkaja, 1967
  - Amecanauta D. W. Taylor, 2003
  - Mexinauta D. W. Taylor, 2003
  - Mayabina D. W. Taylor, 2003
  - Tropinauta D. W. Taylor, 2003
  - Stenophysa E. von Martens, 1898[5]
  - Afrophysa Starobogatov, 1967
- Подсемейство Physinae
  - Haitia Clench & Aguayo, 1932[6]
  - Laurentiphysa D. W. Taylor, 2003[7]
  - Beringophysa Starobogatov & Budnikova, 1976
  - Physa Draparnaud, 1801
  - Chiapaphysa D. W. Taylor, 2003
  - Costatella Dall, 1870[4]
  - Petrophysa Pilsbry, 1926[4]
  - Utahphysa D. W. Taylor, 2003
  - Archiphysa D. W. Taylor, 2003[8]
  - Physella Haldeman, 1843
  - Ultraphysella D. W. Taylor, 2003